# Radek Petrák
Radek Petrák (* 8. ledna 1975) je bývalý český fotbalista, záložník.

## Fotbalová kariéra
V lize hrál za AC Sparta Praha FK Teplice. V lize nastoupil ve 13 utkáních. Se Spartou získal v letech 1995 a 1998 dvakrát mistrovský titul. V nižších soutěžích hrál i za AC Sparta Praha B, SC Xaverov Horní Počernice, Dresdner SC, FK Dukla Praha a FSC Libuš.

## Ligová bilance
| Ročník                          | Zápasy | Góly | Klub            |
| ------------------------------- | ------ | ---- | --------------- |
| 1. česká fotbalová liga 1994/95 | 1      | 0    | AC Sparta Praha |
| 1. Gambrinus liga 1997/98       | 11     | 0    | FK Teplice      |
| 1. Gambrinus liga 1997/98       | 1      | 0    | AC Sparta Praha |
| CELKEM                          | 13     | 0    |                 |